# جين جيانغ انترناشيونال
جين جيانغ انترناشيونال (بالإنجليزية: Jin Jiang International (Holdings) Co.، Ltd)‏ هي شركة ضيافة وفنادق صينية تملكها الدولة ومقرها في شانغهاي في الصين.  تدير المجموعة عدد من سلاسل الفنادق بدءًا من الفنادق الراقية وحتى الفنادق الاقتصادية ومنها فندق جين جيانغ في شنغهاي، و فندق بيس، و وفندق بارك، و فندق ميتروبول، وسلاسل أخرى تديرها المجموعة.
في يناير 2015 ، استحوذت الشركة على مجموعة اللوفر الفندقية في باريس مقابل 1.21 مليار يورو من مجموعة ستاروود كابيتال الاستثمارية الأمريكية.  وفي سبتمبر 2015 استحوذت الشركة على 81٪ من كيستون للإقامة والفنادق الاقتصادية التي تمتلك فنادق بلاتينو و 7 دايز إن وزماكس، مما أدى إلى إنشاء واحدة من أكبر مجموعات الفنادق في العالم.